# تشانغ يان
تشانغ يان (بالصينية: 张岩) (6 أغسطس 1972 - ) هي لاعبة كرة قدم صينية في مركز الهجوم، شاركت في الألعاب الأولمبية الصيفية 1996.

## وصلات خارجية
- تشانغ يان على موقع الاتحاد الدولي لألعاب القوى (الإنجليزية)
- تشانغ يان على موقع الاتحاد الدولي (مؤرشف)  (الإنجليزية)
- تشانغ يان على موقع عالم كرة القدم.نت (الإنجليزية)
- تشانغ يان على موقع أوليمبيديا (الإنجليزية)